# 75 State Street
Le 75 State Street est un gratte-ciel de 119 mètres de hauteur construit à Boston aux États-Unis en 1988 dans un style post-moderne.
La surface de plancher de l'immeuble est de 93 088 m2 desservi par 19 ascenseurs.
L'immeuble a été conçu par Adrian Smith de  l'agence SOM et par l'agence Graham Grund.

## Occupants
- LPL Financial
- Santander Bank
- Hollister Staffing
- L.E.K. Consulting